# Калифорнијски либокедар
Калифорнијски либокедар (Calocedrus decurrens (Torr.) Florin) је први описао Тори (John Torrey, 1796-1873), амерички ботаничар, хемичар и лекар, у Pl. Frémont.: 7 (1853) дајући му епитет decurrens (према доле, надоле), а односи се на положај гранчица. Претходно је, 1847. године, име роду дао аустријски ботаничар, нумизматичар и синолог Ендлихер (Stephan Ladislaus Endlicher, 1804-1849).  Он је, повезујући две грчке речи λίβος = кап (у вези са смолом) и κέδρος = кедар дао назив роду. Нешто касније, 1847. године немачки ботаничар Курц (Wilhelm Sulpiz Kurz, 1834-1878) увео је данас признати назив рода Calocedrus Kurz (καλός = леп). У Америци се назива и тамјанов кедар (incense cedar). У Европу га је интродуковао Џефри (John Jeffrey, 1826-1854) шкотски ботаничар и „ловац на биљке“ (plant-hunter) пославши семе ове врсте 1853. године у Едимбург предузевши експедицију „Oregon botanical expedition“, што је 7 година после Фремонтовог (Capt. John C. Frémont, 1813-1890) открића ове врсте у горњем току реке Сакраменто.

## Опис врсте
Четинарско зимзелено дрво које достиже висину од 45 m, пречник од 2 m и старост од 600 година; максимална висина је 68,6 m . Хабитус је у младости купаст или стубаст доцније више отворен, неправилан: гране на деблу су кратке, усправне. Младе гранчице су пљоснате, у једној равни, вертикалне, бочно окренуте у поље, па су једнако изложене светлости са обе стране и једнако зелене;  потпуно покривене љуспастим четинама. Широке су 1,5–2 mm. Кора одраслог дебла је црвенкастосмеђа, дубоко и дугачко подужно испуцала.
Четине су дуге 3–12 mm, по 4 у пршљену, потпуно покривају гранчицу само су задебљали и зашиљени врхови слободни и по 4 у истом нивоу. Растрљане четине имају оштар мирис.
Врста је једнодома. Микро и макростробиле терминално на бочним гранчицама. Мушке жуте, елипсоидне, 5 to 7 mm дуге, јављају се од септембра, пре отварања шишарица из те године и присутне су на стаблима до раног пролећа следеће године. Женске скоро лоптасте, жутозелене од децембра до краја маја. Није тачно утврђено када се одвија полинација у оквиру вишемесечног цветања.
Шишарке 20–35 mm дуге, широке 6–11 mm; висеће, кожасте, зреле крајем августа прве године и убрзо се отварају. Састављене од 3 пара љуспи, од којих је спољни пар ситан и стерилан, средњи плодан и са шиљком при врху, унутрашњи, тј. вршни пар је стерилан, срастао. При отварању врхови љуспи се размичу тако да шишарка има облик пачје ноге. Један хектолитар шишарки даје 3,75 kg семена. Обране шишарице се лако отварају на сунцу. Од 1 литра шишарица добија се 35-40 g семенског материјала. Плодоноси сваке године, али обилност знатно варира .
Семе се налази по (1-2) на свакој од двеју плодних љуспи (укупно 4 у шишарки). Код свих врста рода Librocedrus семе има два криоца, једно развијено, а друго се јавља као уски руб семена; семе са крилима дуго 20 mm, без њих 9 mm, врло издужено, боје сламе, са беличастим ожиљком при дну. Крила се продужавају на микропиларном делу семена, што је неуобичајено за друге четинаре где су крила са стране. Клијавост је око 40% и очува се у току две године. Зрело, неоштећено семе може да очува клијавост и до 10 година ако се чува на -18 °C просушено на 5- 9%.Количина семена у једном килограму креће се од 15.000 - 60.000 зрна. Семе албуминско; ембрион са два котиледона.
Клијање епигеично; клијавац са два котиледона 25-30 (45) mm дугих и 2,5–3 mm широких. Примарне иглице по две, а касније по 4 у пршљену, издужено ланцетасте, 12–18 mm дуге и око 1,5 mm широке. Котиледони опадају у јесен прве године. Бочне гранчице се развијају у првој вегетацији са четинама сличним онима код одрасле биљке.

## Ареал
Ареал калифорнијског либокедра је ограничен на Калифорнију (углавном на масив Сијера Невада), и мањим делом на Орегон, Неваду и Мексико (Sierra de San Pedro Martír, Доња Калифорнија) на надморској висини између 50 и 2.010 m на северу и од 910 до 2.960 m на југу ареала . У планинским шумама често је са врстама Pinus ponderosa, Abies concolor, Pseudotsuga menziesii, Sequoiadendron giganteum и др. Према подацима на Сијера Невади, где у мешовитим шумама у извесним областима Libocedrus игpa најважнију улогу, средња техпература у августу је 21,3 °C, број дана без мраза 158, број дана вегетационе периоде 180, број часова са температуром већом од 21 °C 1070.

## Биоеколошке карактеристике
Расте на различитим земљиштима, али стагнирајућу воду не трпи. Најбоље успева на плодним падинама, терасама и на обалама текућих вода, али може да се прилагоди и нешто сувљем земљишту. Добро подноси кречна земљишта. Чисте простране шуме или састојине не образује. Углавном расте у мешавини са другим врстама дрвећа, образујући у таквим шумама и мање чисте скупине. Дрво је полусенке и на влажним земљиштима боље подноси засену. У пpoлeћe кpeћe доста касно. Код старих стабала, ако страдају од пожара, често долази до труљења сржи изазваног гљивицом Polyporus amarus Hedgcock.; док штете од инсекта нису познате. Топлољубива врста, отпорна према диму, прашини и гасовима. Мраз и жегу подноси боље него јела, али расте доста споро. Може успевати у крајевима са довољно релативне и апсолутне влаге и без екстремних зимских температура.

## Значај
Као дрвету привлачног хабитуса треба дати више места у зеленим просторима, практично је погодан за сваки врт са довољно простора, а често може да пружи ефекат у линеарној садњи као јаблан, или за зелена платна поред аутопутева. Код нас се препоручује за топлијија, заштићенија станишта са свежим земљиштем региона букве и онима прелазним, без мразева и суше, ка храстовом. У Београду и околини расте и на стаништима сладуна-цера. У пејзажној архитектури се употребљава и дрво због занимљиве тачкасте текстуре (pecky cedar) за мобилијар и друге инертне делове зелених простора.
Дрво је меко, лако се обрађује. Употребљава се за телеграфске стубове, ограде, прозоре, сандуке. Нарочито је добро за израду оловака (pencil cedar) и ту је испред вирџинијске клеке. Специфична маса у сировом стању је 0,66 до 0,78, а у сувом 0,30 до 0,38. Када се узме да је храст = 100, онда је чврстоћа на притисак са чела 86-93%, чврстоћа на савијање 70-74%, тврдоћа 33-37%, еластичност 58-71%. Дрво је изузетно отпорно на труљење и трајно када се изложи утицају воде.

## Размножавање

### Генеративно размножавање
Клијавост свежег семена је 40%. Посејано проклија после 40 дана 6%, после 60 дана 22%, после 80 дана 24%. После стратификације од 8 недеља клијавост је 72%. Семе се сеје у јесен после сакупљања, или следећег пролећа после краће стратификације, на дубину од 1 cm. Семе се може посејати омашке, на површини, леје лако поваљати и покрити слојем песка дебљине 0,5 cm. Биљке су осетљиве на припеку и сушу те их зато треба засењивати и обилно заливати у току прве две године. Саднице доста лако обољевају у топлијим зимским данима и у време топљења снега. Мале количине семена сеју се под стаклом. У прву школу пресађују се двогодишње саднице из сејалишта и ту се гаје још 4-6 година.

### Вегетативно размножавање
Полузреле резнице побадају се у октобру-новембру у супстрат од два дела тресета и једног дела песка уз претходно третирање прашкастим IBA (1%) или воденим раствором 100 mg/L (алтернатива је 0,1% NAA). Калемљење на подлоге основне форме или на 3-4 годишње подлоге Thuja occidentalis или Chamaecyparis lawsoniana у посудама бочним спајањем зими или августа-септембра у стакленику.  Комбинација са западном тујом даје доста отпорне биљке.

## Унутарврсни таксони
Има већи број вртних култивара, које се одликују посебним хабитусом или бојом четина:
- `Aureovariegata' (L. decurrens aureovariegata Beissn. (1904); Heyderia decurrens aureorariegata Beissn. (1953); Calocedrus decurrens aureovariegata Beissn. (1962)) делови изданака потпуно жути, варирају од 2 до 8 cm.
- 'Columnaris' (L. decurrens var. columnaris Beissn. (1884); Heyderia decurrens var. columnaris (Beissn.) Kruessm. (1955); Calocedrus decurrens columnaris (Beissn.) Kruessm. (1960)). стубаста сорта кратких густо распоређених грана.
- 'Compacta' (L. decurrens f. compacta Beissn. (1891); Heyderia decurrens f. compacta (1953); Calocedrus decurrens compacta (Beissn.) Kruessm. (1960)) компактна сорта густо распоређених грана.
- `Glauca' (L. decurrens var. glauca Beissn. (1884); Heyderia decurrens f. glauca Li (1953); Calocedrus decurrens glauca (Beissn.) Kruessm. (1960)) четине плавозелене.
- `Horizontalis' (L. decurrens f. horizontalis Spaeth, Cat. 1891 ex Beissn. (1909); Heyderia decurrens horizontalis (Beissn.) Kruessm. (1955); Calocedrus decurrens horizontalis (Beissn.) Kruessm. (1960)) гране мање више хоризонталне.
- `Intricata' (L. decurrens Intricata Hillier (1964)) патуљаста, компактна, усправна сорта; гране и гранчице граде замршену структуру, врхови са смеђим флекама. Клон је    пронашао 1938. Нобл (James R. Noble) у Сан Франциску као клијавац. Ортета је у 12. години била 60 cm висока и простирала се на 35–45 cm.
- 'Nana' (L. decurrens var. nana Dall. et Jacks. (1923)). патуљаста, врло компактна сорта.